# Yvette Del Agua
Yvette Del Agua es una ejecutiva legal y política gibraltareña.

## Biografía
Yvette Del Agua nació en Gibraltar el 21 de octubre de 1957, hija de Joseph y Lourdes Montegriffo. Asistió a la St. Mary's Infant School, Loreto High School (Loreto Convent School) y Commercial & Secretarial School (Town Range). Comenzó a trabajar a los 17 años como asistente de oficina.
Yvette se casó en 1976 con Clive Del Agua, con quien tuvo tres hijas: Zillah, Danielle y Gail. Durante algunos años, se dedicó totalmente a la familia, y sólo volvió a trabajar en 1983, cuando fue contratada como secretaria de producción de GBC. Diez años más tarde, se fue a trabajar para la firma de abogados «Marrache & Co Barristers and Solicitors». En 1999 obtuvo el título de ejecutiva legal, después de cuatro años de estudio en el College of Further Education.
Yvette también fue portavoz del Voice of Gibraltar Group, fundado en 1996 por Clive Del Agua. Ocupó el cargo hasta 2000, cuando fue elegida por primera vez al gobierno por los Socialdemócratas de Gibraltar (GSD), siendo nombrada Ministra de Asuntos Sociales. Yvette fue reelegida en 2003 y 2007, dejando el gobierno sólo después de la victoria de la oposición en las elecciones generales de 2011.

## Controversias
Durante su largo período como parte de los gobiernos del GSD, Yvette Del Agua ha estado involucrada en varias controversias. Entre otras cosas, fue acusada de falta de respeto por los derechos de las personas con discapacidad, mentir sobre los números del programa de salud oral infantil y descuidar las condiciones laborales de los guardias y las fugas de prisioneros bajo custodia en el Moorish Castle.